# The Better Angels
The Better Angels è un film del 2014 diretto da A. J. Edwards.
Il film segna l'esordio alla regia di Edwards, collaboratore di Terrence Malick, qui in veste di produttore.

## Trama
Il film è incentrato sull'infanzia e la formazione del giovane Abraham Lincoln, esplorando i rapporti familiari, i disagi, la tragedia che lo ha segnato e il rapporto con le due donne che lo hanno guidato verso la maturità.

## Colonna sonora
La colonna sonora comprende musiche originali, composte da Hanan Townshend, oltre a brani di musica classica, composti da Anton Bruckner, Vasily Sergeyevich Kalinnikov, Alan Hovhaness, e un brano folk composto da Jay Ungar. Il brano Star in the East viene eseguito dall'attrice e sceneggiatrice Brit Marling. La colonna sonora è stata pubblicata dall'etichetta discografica Milan nel 2014 in formato CD con il titolo The Better Angels.

## Distribuzione
Il film è stato presentato in anteprima il 18 gennaio 2014 al Sundance Film Festival, successivamente è stato presentato nella sezione "Panorama" della 64ª edizione del Festival internazionale del cinema di Berlino.

## Accoglienza
Il sito web di aggregazione di recensioni Rotten Tomatoes ha assegnato al film una percentuale di approvazione del 44%, basandosi sulle recensioni di 48 critici con un punteggio medio di 5,88/10.